# 日吉津村

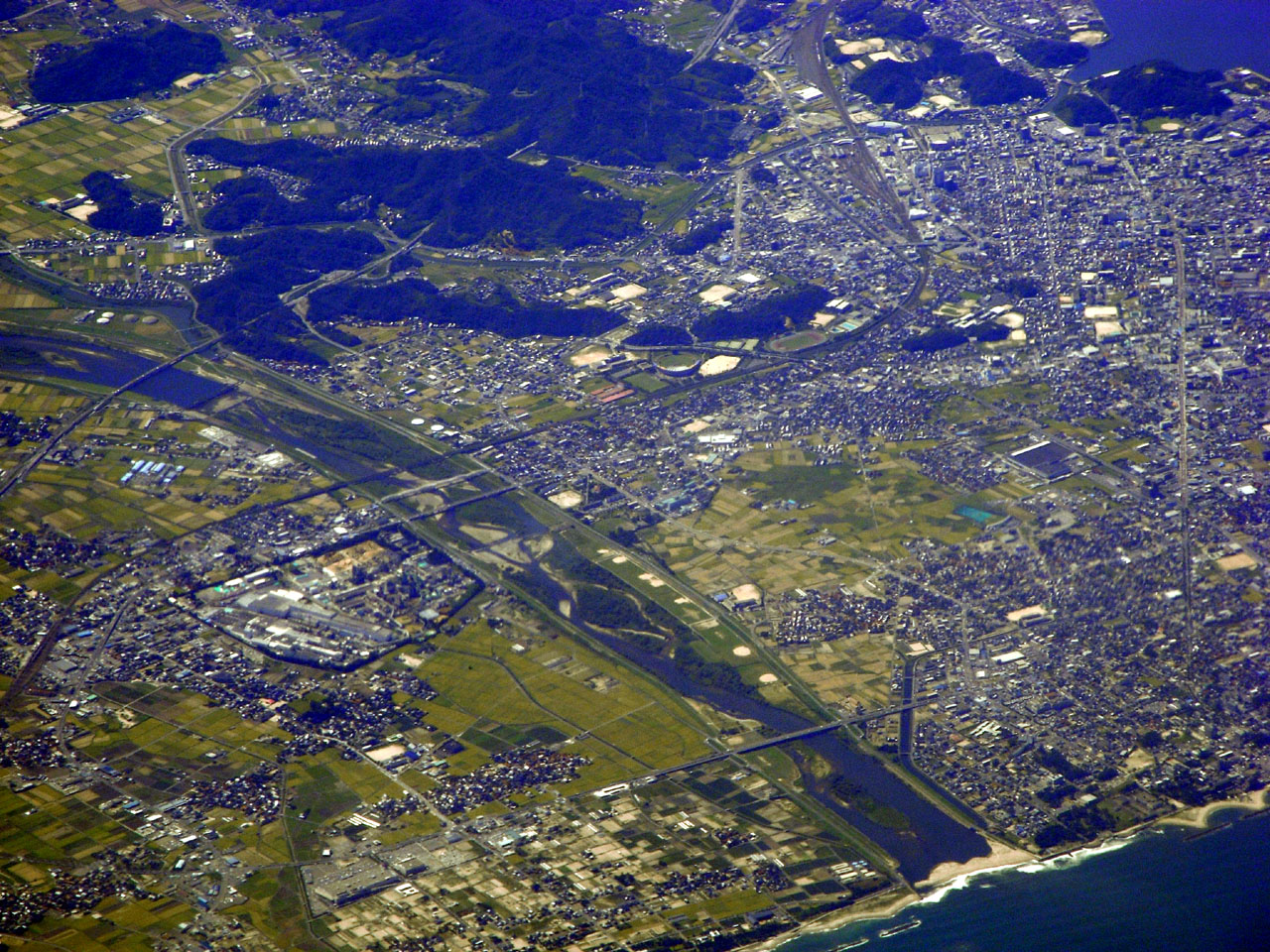
写真中央を流れる日野川の左側が日吉津村

日吉津村（ひえづそん）は、鳥取県の西部に位置し三方を米子市に囲まれた村である。西伯郡に属す。1889年（明治22年）の村制施行から単独村制を維持しており、2004年（平成16年）11月1日以降は県内唯一の村となった。総面積は4.20平方キロメートルで県内で一番小さな自治体である。また、2024年（令和6年）現在、村では日本で4番目に面積が小さく、市町村においても6番目に面積が小さい。

## 地理
箕蚊屋平野に位置し、北は日本海に面し、三方を米子市に囲まれている。日野川の東側に位置する平坦な田園地帯である。
中世には「日江津」や「比江津」とする表記もあり、1571年（元亀2年）に「日吉津」と改称された。

### 地形
- 山：なし
- 河川：日野川

### 大字
3か所の大字からなっている。
| 大字名 | 郵便番号 |
| ------ | -------- |
| 今吉   | 689-3551 |
| 富吉   | 689-3552 |
| 日吉津 | 689-3553 |

### 隣接している自治体
- 鳥取県米子市

### 広袤（）
| 国土地理院地理情報によると、日吉津村の東西南北それぞれの端は以下の位置で、東西の長さは1.8km、南北の長さは2.9kmである。 |
| 節内の全座標を示した地図 - OSM                                                                                         |
| 節内の全座標を出力 - KML                                                                                               |
| 表示 |

|                                                                         | 北端 北緯35度27分24秒 東経133度22分28秒 / 北緯35.45667度 東経133.37444度 ↑             |                                                                           |
| 西端 北緯35度26分4秒 東経133度22分4秒 / 北緯35.43444度 東経133.36778度← | 日吉津村役場所在地 北緯35度26分25秒 東経133度22分50秒 / 北緯35.44028度 東経133.38056度 | 東端 →北緯35度27分13秒 東経133度23分30秒 / 北緯35.45361度 東経133.39167度 |
|                                                                         | ↓ 南端 北緯35度25分48秒 東経133度22分48秒 / 北緯35.43000度 東経133.38000度             |                                                                           |

## 歴史
文献における初出は応永26年（1419年）12月25日付の山名氏之書下写に「伯耆国会見郡日吉津村大神宮領」とあるもので、会見郡蚊屋荘に含まれる。天文14年（1545年）11月7日付の豊信安堵状に「伯州相見郡蚊屋庄江津浜田」とあることから、この当時の日吉津村は日本海に隣接していたとみられる。
近世になり、日吉津村今吉地域と富吉地域が開拓された。農民の多くは日吉津村大神宮（日吉津伊勢宮）の神田を耕した。会見郡ののち鳥取藩の領地となった。枝村として海川・樽屋がある。江戸時代は川越場であり、マスやサケが特産品として知られた。
1889年（明治22年）の行政改正で当初は会見郡に属し、1896年（明治29年）から西伯郡の所管となった。近世村日吉津村・今吉村・富吉村が合併して日吉津村が発足し、旧村名を大字とした上で、村役場は日吉津に置かれた。
教育施設は、1890年（明治23年）に日吉津尋常小学校が上口東南に開校し、1902年（明治35年）のちに稲田氏邸となる地に新築移転した。1949年（昭和24年）には日本パルプ工業（現在の王子製紙）米子工場敷地内に米子市日吉津村中学校組合立箕蚊屋中学校が新築されたが、中学校は1952年（昭和27年）に米子市蚊屋に移転した。

### 沿革
- 1889年（明治22年）10月1日 - 町村制の施行により、会見郡日吉津村、富吉村及び今吉村の区域をもって、会見郡日吉津村が発足する[4][9]。
- 1896年（明治29年） - 郡制の施行により、会見郡及び汗入郡の区域をもって西伯郡が発足し、日吉津村は西伯郡の所属となる。
- 1927年（昭和2年） - 1924年（大正13年）頃から箕蚊屋地域で発生した小作争議が紛糾して農民と地主側が衝突。農民組合側20人が騒擾罪の容疑で逮捕、起訴された[10]。
- 1964年（昭和39年）4月1日 - 国道9号が開通する[4][9]。
- 1976年（昭和51年）4月1日 - 「ヒ」を図案化した村章を制定する[11][12][4]。
- 1979年（昭和54年）4月15日 - チューリップマラソンが初開催される[4][9]。
- 1985年（昭和60年）8月21日 - 国道431号皆生大橋が開通する[4][9]。
- 1988年（昭和63年）6月 - 村歌を制定する[4][9]。
- 1989年（平成元年）
  - 2月 - 村民憲章を制定する[13]。
  - 7月30日 - 日野川まつりイカダレースが初開催される[4][9]。
  - 9月 - 村木・村花を制定する[14]。
- 1993年（平成5年）7月11日 - 日野川河川敷運動広場が完成する[4][9]。
- 1999年（平成11年）3月24日 - ジャスコ日吉津店（現：イオンモール日吉津）が完成する[4][9]。
- 2003年（平成15年）12月 - 住民投票で単独村制の存続を決定。
- 2006年（平成18年）11月2日 - 交通事故死亡ゼロの期間が10年を達成する[9]。
- 2009年（平成21年）4月1日 - 自治基本条例を施行。
- 2010年（平成22年）4月1日 - 福祉事務所を設置する。
- 2012年（平成24年）6月1日 - 住民投票条例を施行。
- 2012年（平成24年）6月 - 日吉津村立日吉津小学校グラウンドを芝生化する。

## 行政

### 組織
- 村長：中田達彦（なかだ たつひこ、2019年4月27日から2期目）
1972年（昭和47年）5月に日吉津村富吉に生まれた[15]。鳥取県立米子東高等学校を経て、1995年（平成7年）に中央大学経済学部を卒業した[15]。同年に鳥取県庁に採用され、自治大学校や南部町などへの派遣経験もある[15]。2019年（平成31年）1月に鳥取県庁を退職し、4月16日告示の日吉津村長選挙において無投票で初当選した。当選時の年齢は46歳11ヶ月で、鳥取県内の現職首長では大山町長の竹口大紀、米子市長の伊木隆司に次いで3番目に若かった。2023年（令和5年）4月18日告示の村長選挙において無投票で再選された。
- 副村長：かつては副村長を置かない条例を制定していたが、これを廃止して2025年（令和7年）4月1日に副村長を配置した[16]。
- 村議会：議員定数10人（任期：2027年4月29日まで）
  - 議長：山路有
  - 副議長：前田昇

### 歴代村長
- 中井定利 - 1975年（昭和50年）に選挙を経て日吉津村長に就任[17]。1979年（昭和54年）に無投票で2選、1983年（昭和58年）に無投票で3選、1987年（昭和62年）に無投票で4選[17]。1991年（平成3年）退任[17]。
- 益田信夫 - 1991年（平成3年）に選挙を経て日吉津村長に就任[17]。1995年（平成7年）に無投票で2選、1999年（平成11年）に無投票で3選[17]。2003年（平成15年）退任[17]。
- 石操（いし みさお） - 2000年（平成12年）に日吉津村総務課長に就任、2001年（平成13年）に日吉津村教委教育長に就任し、2003年（平成15年）に無投票で日吉津村長に初当選[18]。就任年の2003年（平成15年）11月には米子市などとの合併の是非を問う住民投票を実施した[18]。2019年（平成31年）に村長を退任した。

### 子育て支援
育児支援に注力し、保育施設においては待機児童を1人も出さない体制を維持している。2014年（平成26年）度は年度前に保育所の増設を行い135人を受け入れた。学童保育は午後6時まで無条件に預かっており、こうした取り組みが口コミで話題となり、子育てしやすい自治体として、若年世代の日吉津村への移住の志望動機のひとつに挙げられる。

### 日吉津村のうた
「日吉津音頭」
日吉津村青年団の提唱により制定委員会が組織され、選定委員会作詞、奥田紘史作詞の「日吉津音頭」が完成した。青年団が音頭と踊りの普及に努め、日吉津村盆踊り花火大会で踊られるようになった。
「わたしのふるさと」（村民歌）
1989年（平成元年）、村制100周年記念事業において、村民歌として「わたしのふるさと」が制定された。
「ほせぇ村からこんにちは、元気モリモリ日吉津村！」
村民有志の日吉津村の愛唱歌を作りたいとの願いから、日吉津村教育委員会が「ひえづのうた制作委員会」を設け、歌詞を公募し制定委員会が作詞し、松田和博の作曲により2017年（平成29年）に完成した。原曲のロックバージョンにテクノ調とジャズの2つのバージョンを加え、メロディーが村内の時報や公共施設の電話の保留音に利用されている。

### イメージキャラクター
1989年（平成元年）に、村制100周年記念事業の一環として公募により誕生した。後に名前も公募し、「リップちゃん」に決定した。村の花・チューリップをモチーフとしていて、語尾に「～リプ」がつく。2013年（平成25年）には友だちの「ムラッキー」が仲間に加わった。

### ひえづ113チャンネル
ひえづ113チャンネルは、日吉津村が運営するCATV。日吉津村の行事や、学童施設、福祉施設の取材などを手掛けている。2000年（平成12年）にスタートしたチャンネルであり、行政が運営するCATVとしては、鳥取県西部で最初に設営したチャンネルである。放送時間は午前6時から午後12時まで、放送番組は1週間に1回更新。

## 公共施設

### 役所
| 施設名       | 画像 | 備考 |
| ------------ | ---- | ---- |
| 日吉津村役場 |      |      |

### 警察
| 施設名       | 備考                 |
| ------------ | -------------------- |
| 日吉津駐在所 | 米子警察署が管轄する |

### 消防
| 施設名         | 備考                                                                            |
| -------------- | ------------------------------------------------------------------------------- |
| 日吉津村消防団 | 村内には常設消防施設は無く、鳥取県西部広域行政管理組合 米子消防署の管轄となる。 |

### 図書館
| 施設名         | 備考                               |
| -------------- | ---------------------------------- |
| 日吉津村図書館 | 施設はヴィレステひえづ内に存在する |

### 医療機関

#### クリニック
| 施設名                                     | 診療科目                                                 | 備考 |
| ------------------------------------------ | -------------------------------------------------------- | ---- |
| おおやま内科クリニック                     | 内科・肝臓内科・消化内科・緩和ケア科                     |      |
| サクラギクリニック                         | 内科・糖尿病・代謝内科・美容皮膚科・予防接種・健診       |      |
| ひがみ耳鼻いんこう科・いびき睡眠クリニック | 耳鼻咽喉科・いびき・睡眠時無呼吸症候群を主とした睡眠障害 |      |
| 井上歯科クリニック                         | 歯科                                                     |      |
| くろせ歯科医院                             | 歯科                                                     |      |
| 九里クリニック                             | 心療内科                                                 |      |

#### 薬局
| 施設名           | 備考                            |
| ---------------- | ------------------------------- |
| ヒエズ調剤薬局   |                                 |
| とみよし調剤薬局 |                                 |
| うなばら薬局     |                                 |
| イオン薬局       | 東館1F 食品売り場入口横にある。 |

### その他の施設
| 施設名             | 備考 |
| ------------------ | --- |
| 日吉津村民俗資料館 | 1980年（昭和55年）開館。2022年（令和4年）9月に複合型子育て拠点施設「ミライトひえづ」内に、こども園、児童館、子育て支援センター、ファミリーサポートセンターとともに複合化され、展示・交流室と陶芸・倉庫棟の2カ所で資料の展示と収蔵保管をしている。 |

### 郵便局
| 施設名               | 備考 |
| -------------------- | ---- |
| 日吉津郵便局         |      |
| 日吉津下口簡易郵便局 |      |

## 産業

### 商業

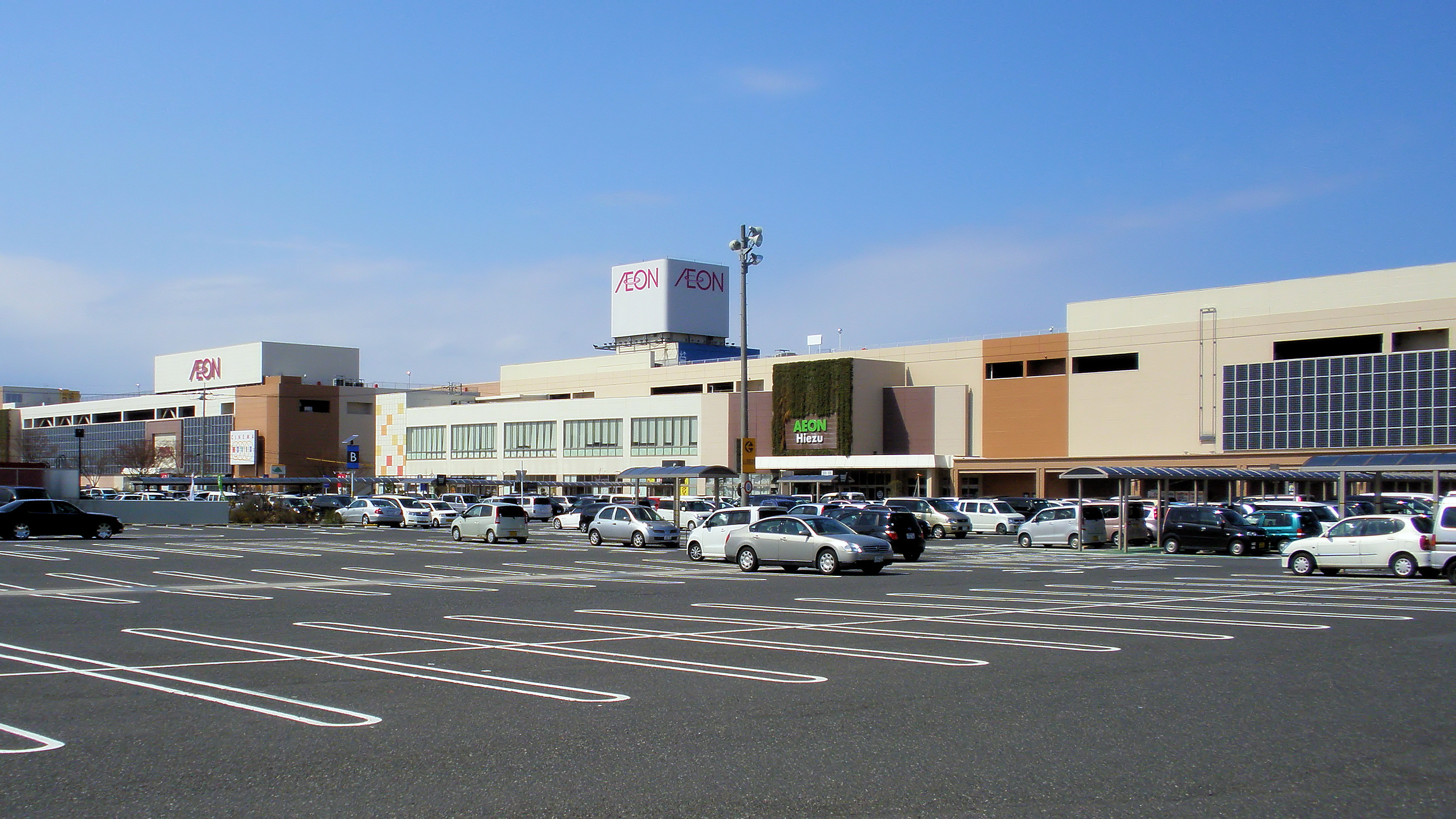
イオンモール日吉津
鳥取県西部で唯一の映画館を併設し、岡山県や島根県からも客を集める。村民雇用を生み出したほか、ふるさと納税の寄付金額によってイオンの商品券を提供する全国唯一の自治体として話題になり、寄付金額が急増するなど、出店による日吉津村への経済効果は絶大となった。
カインズ日吉津店
2025年（令和7年）3月12日にオープンしたホームセンター。東部にはカインズFC鳥取店があり、西部地区としては初オープンとなる。
ケーズデンキ日吉津店
2020年（令和2年）6月26日にオープンした家電量販店。ビッグ・エスのフランチャイズ店舗。
新鮮市場
JA鳥取西部ふれあい村アスパル
ラ・ムー日吉津店
2024年（令和6年）11月28日にオープンしたディスカウントスーパー。国道431号付近の区域を商業区域に変えた際に誘致された店舗である

### 農業
- チューリップの球根
- 白ねぎ
- ブロッコリー
- サツマイモ
- イチジク
- キクラゲ

### 工業
- 王子製紙米子工場

住所は米子市吉岡だが、敷地の大部分は日吉津村にある。

### 産業人口
2000年（平成12年）時点の産業人口は、第一次産業が200人（12.3％）、第二次産業が454人（27.8％）、第三次産業が982人（59.9％）であった。
その後2020年（令和2年）には第一次産業が126人（6.9％）、第二次産業が389人（21.5％）、第三次産業が1,244人（68.6％）となり、第三次産業の就業人口及び割合が高まっている。

## 地域活動

### Potato Kids
Potato Kids（ポテトキッズ）は、日吉津村の未就学児から中学生までの子どもとその保護者によるボランティアグループ。2022年（令和4年）4月に活動開始。子どもの居場所、みんなの居場所づくりを目指す。2024年（令和6年）4月には子ども食堂であるポテト食堂の運営を開始。

## 人口
1920年（大正9年）の人口は1000人台であったが、その後は人口は右肩上がりに増え続け、2001年（平成13年）には人口が3000人を超えた。
人口減少が進む鳥取県にあって、2015年（平成27年）国勢調査でも人口が10年前に比べ12パーセント近く増えた。フィンランド発祥の「ネウボラ」という制度を採り入れ、妊娠から子育て中にかけて、保健師の訪問や小学校就学時の教材費支給などで手厚く支援する取り組みが奏功して、転入や出産が多いためである。2025年（令和7年）においても鳥取県で唯一、人口が増加している自治体である。
日吉津村は米子市に三方を囲まれているため、米子市のベッドタウン（米子都市圏）となっていて、人口増加は米子市のドーナツ化現象によるところも大きいとされる。
| |                                          |  |
| 日吉津村と全国の年齢別人口分布（2005年） | 日吉津村の年齢・男女別人口分布（2005年） |  |
| ■紫色 ― 日吉津村 ■緑色 ― 日本全国 | ■青色 ― 男性 ■赤色 ― 女性                |  |
| 日吉津村（に相当する地域）の人口の推移 \| 1970年（昭和45年） \| 2,259人 \| \| \| 1975年（昭和50年） \| 2,342人 \| \| \| 1980年（昭和55年） \| 2,552人 \| \| \| 1985年（昭和60年） \| 2,799人 \| \| \| 1990年（平成2年） \| 2,830人 \| \| \| 1995年（平成7年） \| 2,760人 \| \| \| 2000年（平成12年） \| 2,971人 \| \| \| 2005年（平成17年） \| 3,073人 \| \| \| 2010年（平成22年） \| 3,339人 \| \| \| 2015年（平成27年） \| 3,439人 \| \| \| 2020年（令和2年） \| 3,501人 \| \| |                                          |  |
| 総務省統計局 国勢調査より |                                          |  |
| 1970年（昭和45年） | 2,259人                                  |  |
| 1975年（昭和50年） | 2,342人                                  |  |
| 1980年（昭和55年） | 2,552人                                  |  |
| 1985年（昭和60年） | 2,799人                                  |  |
| 1990年（平成2年） | 2,830人                                  |  |
| 1995年（平成7年） | 2,760人                                  |  |
| 2000年（平成12年） | 2,971人                                  |  |
| 2005年（平成17年） | 3,073人                                  |  |
| 2010年（平成22年） | 3,339人                                  |  |
| 2015年（平成27年） | 3,439人                                  |  |
| 2020年（令和2年） | 3,501人                                  |  |

## 教育

### 小学校

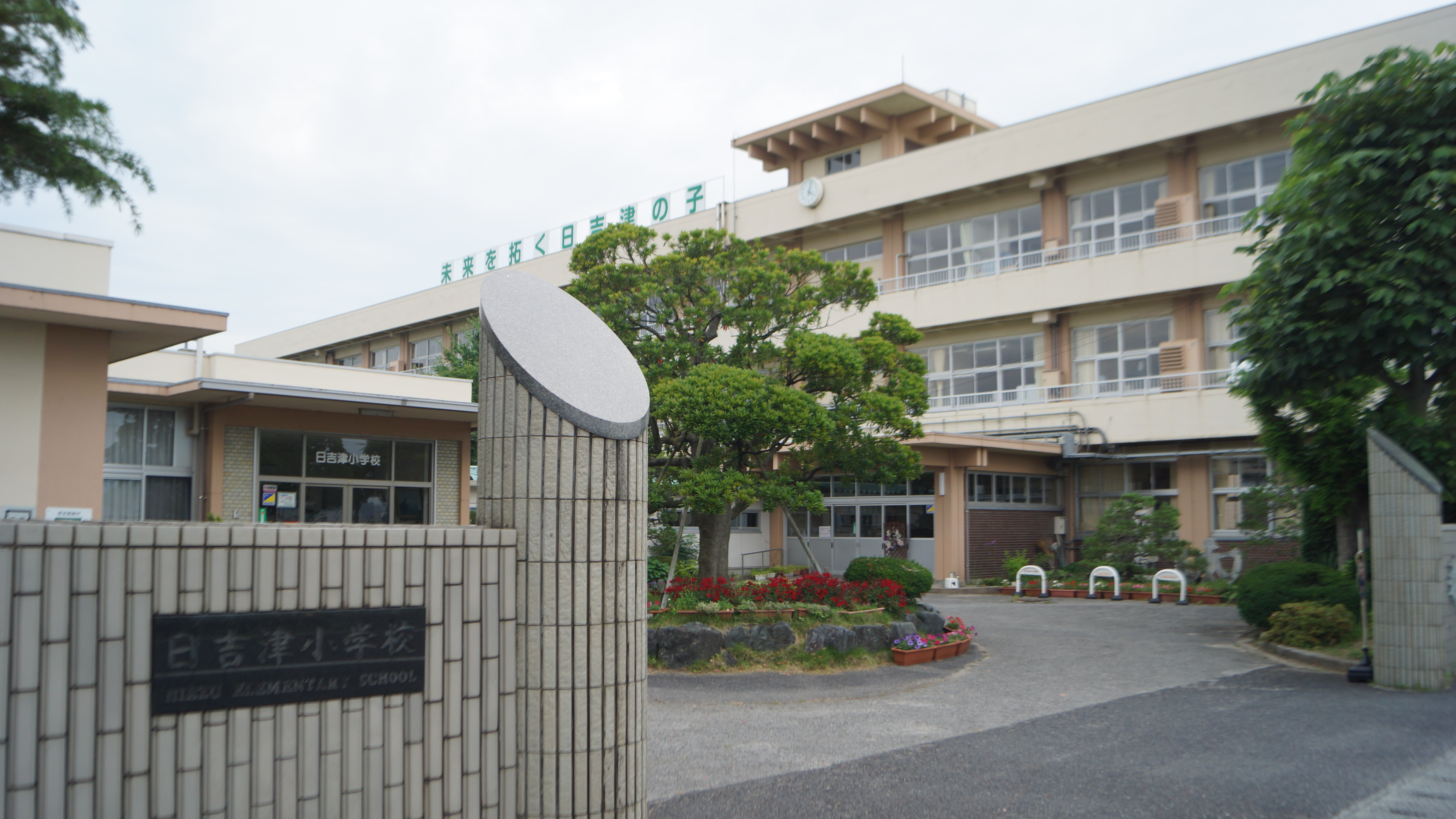
日吉津村立日吉津小学校校門前

- 日吉津村立日吉津小学校

### 中学校
- 米子市日吉津村中学校組合立箕蚊屋中学校 - 米子市下新印に所在し、米子市と日吉津村の生徒が通う。日吉津村は村内に中学校を設置していない。

## 交通

### 鉄道
鉄道路線は通っていない。最寄駅はJR西日本山陰本線・伯備線 伯耆大山駅である。ただし、王子製紙米子工場へ通じる貨物専用線が村内の一部を通っている。

### バス路線
一般路線バス
- 日本交通（日交バス）・日ノ丸自動車（日ノ丸バス）2社共同運行
  - 米子駅 - 東町 - 市役所前 - 高島屋・公会堂前 - 日ノ出町 - 天満屋前 - 上福原 - 皆生温泉観光センター - 労災病院 - イオン西館 - イオン東館
  - 米子駅 - 東町 - 市役所前 - 高島屋・公会堂前 - 日ノ出町 - 天満屋前 - 上福原 - 皆生温泉観光センター - 労災病院 - イオン西館 - イオン東館 - 日吉津村役場 - 伯耆大山駅 - 米子医療センター - 日ノ出町 - 高島屋・公会堂前 - 市役所前 - 東町 - 米子駅
    - 日ノ丸バスは右回り（文末方向）、日交バスは左回り（文頭方向）で運行。
- 日本交通（日交バス）
  - 米子駅 - 東町 - 市役所前 - 高島屋・公会堂前 - 日ノ出町 - 米子医療センター - 伯耆大山北口 - 美濃 - 尾高 - 米子ハイツ入口 - 赤松 - 槙原駐車場 - 大山寺
  - 米子駅 - 東町 - 市役所前 - 高島屋・公会堂前 - 日ノ出町 - 米子医療センター - 日吉津 - 淀江シルバーセンター前 - 今津
  - 米子駅 - 東町 - 市役所前 - 高島屋・公会堂前 - 日ノ出町 - 米子医療センター - 伯耆大山北口 - 美濃 - 淀江シルバーセンター前 - 名和駅前 - 御来屋駅東口 - 前谷 - 下市入口

### 道路

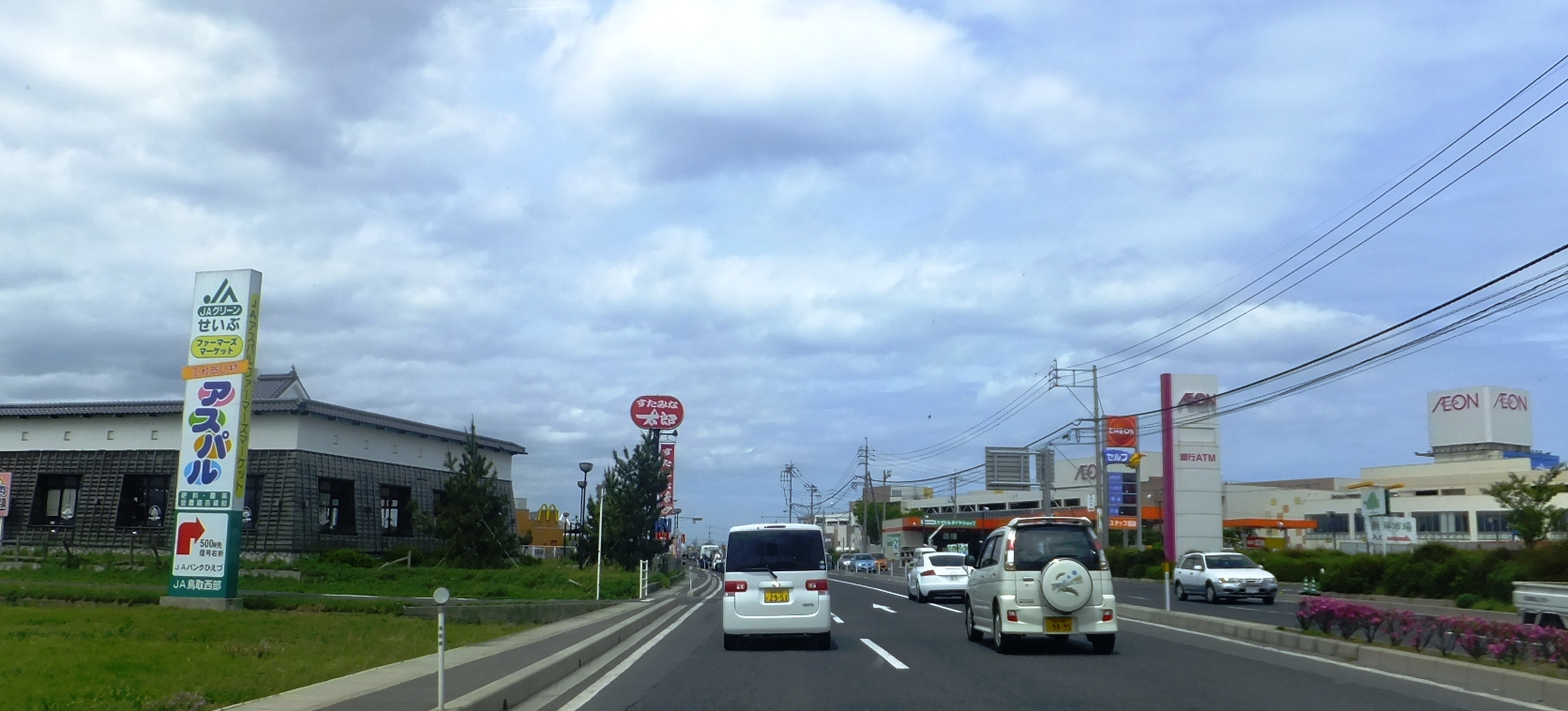
イオンモール日吉津前にある国道431号
日吉津で撮影

一般国道
市町村内を走る一般国道
国道9号（村南部の200〜300mの区間のみ）
国道431号
都道府県道
市町村内を走る県道
鳥取県道262号日吉津伯耆大山停車場線
村道
小字名に由来した名前がついた村道がある。詳しくはこちら。

## 情報通信
市外局番は、0859となっている。
- 0859（20 - 99）エリア
  - 米子市・境港市・日吉津村・大山町（中山地区を除く）・南部町・伯耆町・日南町・日野町・江府町

日吉津村に割り当てられた郵便番号は、村内の字に対して689-3551,689-3552,689-3553、字がない住所に対して689-3500が割り当てられている。

## 名所・旧跡・観光スポット・祭事・催事

### 寺社・旧跡
- 蚊屋島神社 - 寝殿造りの古い社殿。神紋が、九州と出雲の統合を象徴しているという説もある。
- さいの神 - 日吉津688番地、富吉1081番地にある石碑。村指定記念物[39][40]
- 須山萬の墓碑 - 幕末に討幕計画に関与したとして斬首された医家・須山家の墓所[41]。村指定保護文化財。
- 羽倉地蔵 - 尼子十勇士の1人である羽倉孫兵衛元陰を偲ぶ碑。富吉1018番地にある村指定文化財[42]。
- 御新田開発碑 - 植田彦三郎により1845年（弘化2年）から10年以上かけて開発され、1857年（安政4年）に「今吉村」誕生につながった[43]。今吉275番地にあり、村指定文化財。
- はぜの木 - 江戸時代末期、蝋の需要増加に伴い、櫨の栽培が奨励された[44]。1852年（嘉永5年）の触書で栽培技術の指導や監督役（植物方下見回り）が指名され、山裾や原野や川の土手などに植樹された[44]。富吉702番地先などに数本現存するはぜの木が、村指定記念物に指定されている[44]。
- 元荒神 - 富吉340番地2のあたりで「古屋敷」の地名で呼ばれる地点にある、村指定記念物[45]。1703年（元禄16年）に発生した日野川の大洪水でこの一帯の集落が流された故地で、離散した人々は現在の富吉や米子市に移住した[45]。

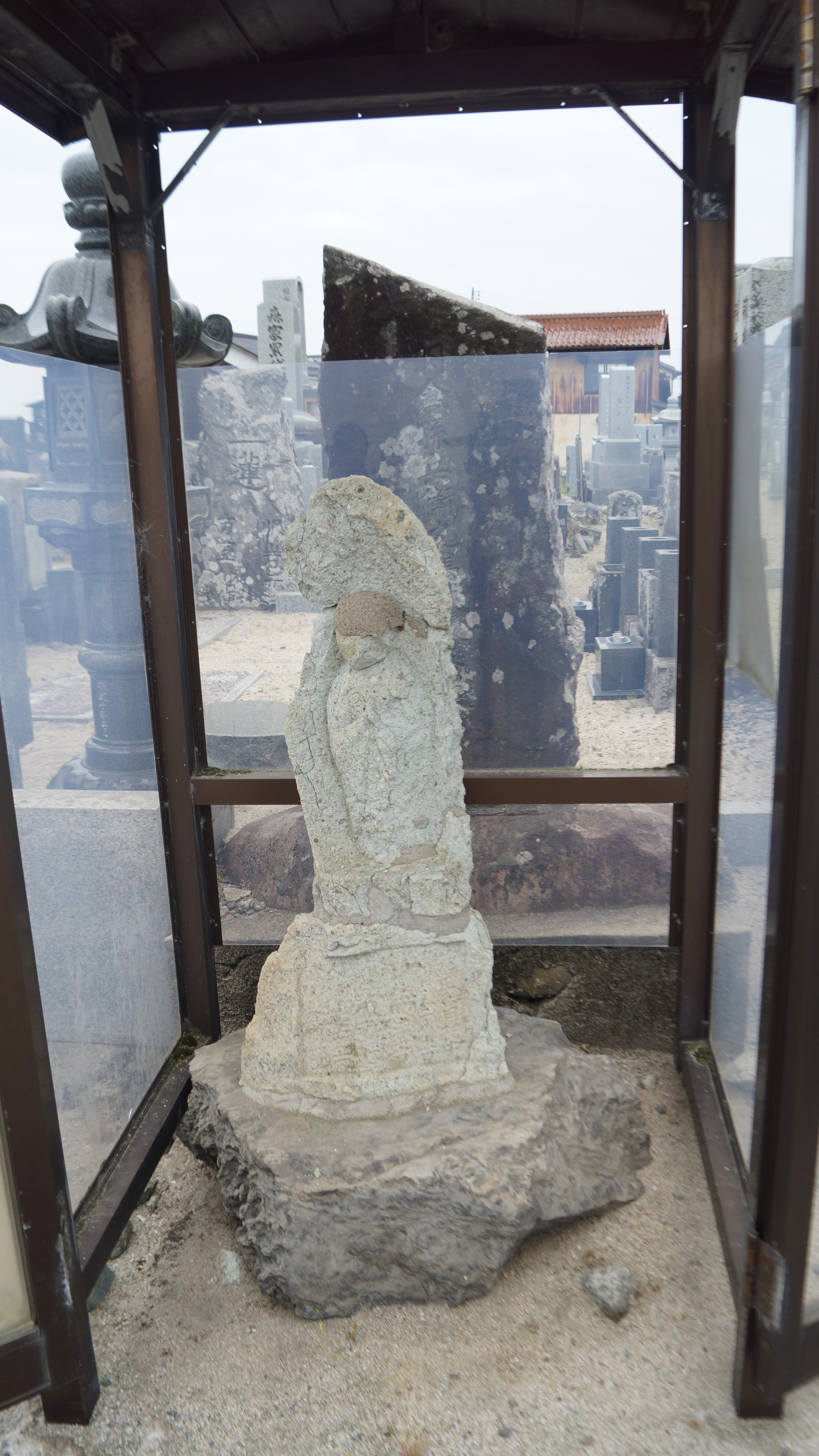
羽倉地蔵

### 観光スポット
- チューリップ畑 - ホレコ川付近の富吉南線道路[46]に存在する。
- 日吉津海岸 - 遊泳禁止。
- 海浜運動公園・キャンプ場
- 日吉津温泉（旧うなばら荘）- 2022年3月29日に閉館し、R Act Holdingに譲渡された。[47][48]
- 桜堤 - 日野川右岸土手沿い

### 祭事・催事
- 日野川まつりイカダレース - 休止
- チューリップマラソン[49] - 毎年4月に開催される日吉津村を舞台としたマラソン。コース長は1km、3km、5km、10kmがある。
- 24時間リレーマラソン - 休止
- 日吉津村盆踊り花火大会 - 毎年8月に開催される花火大会。日吉津音頭やかんど踊りを踊る。

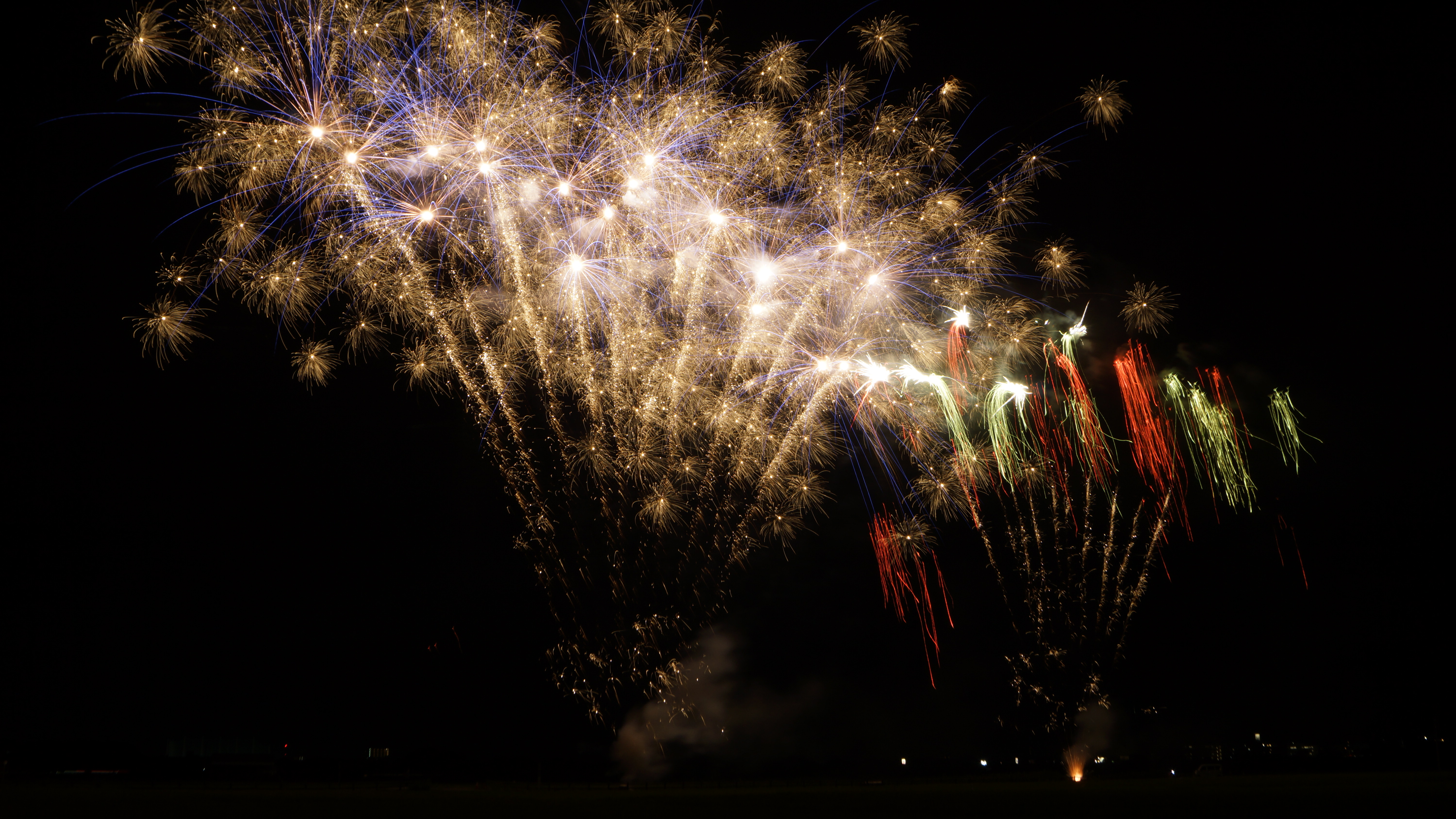
日吉津村盆踊り花火大会のプログラムの一つの花火。中盤の花火である。

## 出身人物
- 池口いずみ - トライアスリート。
- 井田勝大 - 指揮者。
- 井田勝己 - 彫刻家。1995年（平成7年）に現代日本彫刻展大賞受賞[50]。東京造形大学教授[50]。井田大介と井田幸昌は息子。
- 井田大介 - 現代美術家。東京藝術大学大学院美術研究科彫刻専攻修了[51]。井田勝己は父。井田幸昌は弟。
- 井田幸昌 - 画家・現代美術家[52]。東京藝術大学大学院油画修了[53]。2018年（平成30年）にはフォーブス30アンダー30に選出された[53]。井田勝己は父。井田大介は兄。
- 井藤博和 - 卓球選手。2022年（令和4年）第24回夏季デフリンピック出場。
- 木村圭佑 - ダンサー。
- 坂口碧望 - ヴァイオリニスト。
- 冨山太佳夫 - 英文学者。『戦場のメリークリスマス』原作の翻訳などを手がける。
- 冨山實 - 税理士。
- 中口遥 - ライフル射撃選手。2021年（令和3年）2020年東京オリンピック出場。
- 舞立昇治 - 政治家。